# Rhenium
Rhenium (efter Rhenus; det latinske navn for Rhinen) er det 75. grundstof i det periodiske system, og har det kemiske symbol Re: Under normale tryk- og temperaturforhold optræder dette overgangsmetal som et gråhvidt, sølvskinnende og meget tungt metal.

## Egenskaber
Blandt grundstofferne overgås rheniums smeltepunkt på 3186 grader Celsius kun af wolfram og kulstof, og ligeledes er rhenium med en massefylde på godt 21 gram per kubikcentimeter tungere end alle andre grundstoffer på nær platin, iridium og osmium.
Rhenium er det mest "alsidige" grundstof med hensyn til oxidationstrin; det kan optræde i alle trin fra −3 til +7, om end +7, +6, +4, +2 og −1 er de mest almindelige.
Mens rent rhenium-metal er superledende ved temperaturer under 2,4 Kelvin, så findes der en række rhenium-holdige legeringer med højere kritiske temperatur: Rhenium-molybdæn er superledende ved op til 10K, og rhenium-wolfram op til mellem 4 og 8K.

## Tekniske anvendelser
Rhenium bruges i specielle legeringer til brug i bl.a. komponenter til jetmotorer, og tilsættes andre legeringer for at gøre dem duktile og formbare. Atter andre legeringer med rhenium og wolfram benyttes i visse typer røntgenstrålingskilder, i termoelementer der kan måle temperaturer helt op til 2200 °C, og i elektriske kontakter der skal kunne modstå hårdt slid og de korroderende virkninger af lysbuer.
Rhenium indgår i forskellige former for katalysatorer; her har det den fordel at det er modstandsdygtig overfor katalysatorforgiftning; det at de stoffer hvis reaktion katalysatoren skal lette, binder sig til katalysatoren i stedet for at reagere indbyrdes. Rheniumbaserede katalysatorer bruges til fremstilling af blyfri benzin med høje oktantal, og i visse former for hydrogenering.
Rhenium bruges i glødetråde til specielle formål, herunder i massespektrografer, og i elektroniske blitzlys til fotografering. I forbindelse med bor danner rhenium rheniumdiborid; et ekstremt hårdt materiale.

## Forekomst og udvikling
Rhenium findes i ganske små mængder ud over det meste af Jorden, men blot en ppb, svarende til ét milligram rhenium ud af hvert ton jordskorpe-materiale, og først i 1994 fandt man et egentligt rhenium-mineral i en forekomst ved vulkanen Kudriavy på en af Kurilerne i Rusland. Det er dog ikke økonomisk rentabelt at udnytte denne forekomst.
Verdensproduktionen af rhenium andrager mellem 40 og 50 tons om året: Chile har de største reserver af rheniumholdige stoffer i deres undergrund, og var også den største producent af rhenium i 2005, fulgt af USA og Kasakhstan. Hertil bidrager genbrug af brugte rhenium- og platin-baserede katalysatorer med yderligere cirka 10 tons.
Kommerciel udvinding af rhenium sker fra molybdænmalme der også indeholder kobbersulfid; disse malme indeholder mellem 0,002 og 0,2 procent rhenium. Metallet udskilles ved ammoniumperrhenat reduceres med brint ved høje temperaturer.

## Historie
Rhenium blev opdaget som det næstsidste af de naturligt forekommende grundstoffer, og som det sidst opdagede grundstof der skulle vise sig at have stabile (ikke-radioaktive) isotoper. Henry Moseley havde ud fra røntgenspektroskopiske undersøgelser fundet ud af at der måtte eksistere et grundstof på plads nr. 75 i det periodiske system. Den egentlige opdagelse af selve stoffet rhenium tilskrives Walter Noddack, Ida Tacke og Otto Berg i Tyskland, som i 1925 meddelte at de havde fundet dette grundstof i platinmalme og i mineralerne columbit, gadolinit og molybdenit. I 1928 udvandt de ét gram rhenium ved at behandle 660 kilogram molybdenit.
Udvindingen af rhenium var så omstændelig og kostbar, at en egentlig produktion af det først kom i gang omkring 1950, da visse rheniumlegeringer fandt anvendelser indenfor industrien.
Den japanske kemiker Masataka Ogawa meddelte i 1908 at han havde fundet grundstoffet der passede til plads nr. 43 i det periodiske system (der i dag tilskrives stoffet technetium). Senere analyse af hans arbejde og resultater tyder på at det han var kommet på sporet af i virkeligheden var grundstof nr. 75; rhenium – fire år før Moseleys opdagelse, og 17 år før Noddack, Tacke og Berg udvandt stoffet.

## Isotoper af rhenium
Naturligt forekommende rhenium består for 37.4 procents vedkommende af det stabile 185Re, samt 62.6% 187Re, som er svagt radioaktivt, men med en ekstremt lang halveringstid på 41,2 milliarder år. Dertil findes 26 radioaktive isotoper med langt kortere halveringstider.